# Rock Feliho
Rock Feliho (Cotonú, 13 de agosto de 1982) es un exjugador de balonmano francés nacido en Benín. Su último equipo fue el HBC Nantes. Fue internacional con la selección de balonmano de Francia en categoría junior.
Ha sido nombrado 3 veces como mejor defensor de la Liga de Francia de balonmano.

## Palmarés

### HBC Nantes
- Copa de la Liga (1): 2015
- Supercopa de Francia (1): 2017
- Copa de Francia de balonmano (1): 2017

## Clubes
- Sélestat Alsace HB (2000-2004)
- HBC Villefranche-en-Beaujolais (2004-2006)
- TSG Münster (2006-2007)
- HBW Balingen-Weilstetten (2007-2010)
- HBC Nantes (2010-2012)
- Fenix Toulouse HB (2012)
- HBC Nantes (2013-2021)